# Breitenbach (Wüstung, Oberlauken)
Breitenbach war ein Ort im Hintertaunus südsüdöstlich des heutigen Oberlauken am gleichnamigen Bach. 
Von 1401 bis um 1450 wurde Breitenbach urkundlich erwähnt. Ab 1450 wurde Breitenbach nur noch als Wüstung bezeichnet. Heute erinnern die Flurnamen Breitenbach und Breidenbachs Wiesen an das ehemalige Dorf.